# Bieruń Nowy
Bieruń Nowy – część Bierunia.
W dzielnicy znajduje się kościół Najświętszego Serca Pana Jezusa z 1909 (ulica Warszawska); kapliczka z 1 połowy XIX wieku (ulica Niedługa), pomnik powstańców śląskich (ulica Wawelska), stacja kolejowa Nowy Bieruń (ulica Bohaterów Westerplatte) i KWK Piast-Ziemowit – ruch Piast (ulica Granitowa). Oficjalnie nazwa Bieruń Nowy została nadana w 1833.
W latach 1945–1954 Bieruń Nowy był siedzibą gminy Bieruń Nowy. W latach 1954–1972 siedziba gromady Bieruń Nowy. W latach 1973–1975 w gminie Bieruń Stary (obejmującej 4 sołectwa: Bijasowice, Czarnuchowice, Nowy Bieruń i Ściernie). Od 27 maja 1975 do 1 kwietnia 1991 część Tychów. Od 2 kwietnia 1991 część usamodzielnionego Bierunia.